# ジャン・モレル
ジャン・ポール・モレル（Jean Paul Morel、1903年1月10日 - 1975年4月14日） は、フランス生まれのアメリカの指揮者。

## 経歴
フランスのアブヴィル生まれ。パリ音楽院でイシドール・フィリップにピアノを、ガブリエル・ピエルネに作曲を、レイナルド・アーンに指揮を学んだ。1921年からフォンテンブローのアメリカ音楽院で教鞭をとりながら、フランス各地のオーケストラに客演した。
1939年に渡米し、ニューヨーク市立大学ブルックリン校で教鞭をとる。1944年にはニューヨーク・シティ・オペラの首席指揮者になり、1949年からはジュリアード音楽学校で後進の指導をする傍ら、同校のオーケストラの指揮者も務めた。
1956年からはメトロポリタン歌劇場のフランス・オペラ担当の指揮者として名を連ねていた。